# Smith Streeter
Smith Streeter (ur. 14 lipca 1844 w Haldimand, zm. 17 grudnia 1930 w Denver) – amerykański roquesista, wicemistrz olimpijski.
Jeden raz startował w igrzyskach olimpijskich. W 1904 w Saint Louis zdobył srebrny medal w grze pojedynczej.